# Math rock
Math rock – styl w muzyce rockowej, powstały pod koniec lat 80.
Charakteryzuje się skomplikowanymi, nietypowymi strukturami rytmicznymi, zróżnicowaną dynamiką i ostrymi, dysonansowymi riffami. Wywodzi się z noise rocka, hardcore punka, heavy metalu, rocka progresywnego i muzyki minimalistycznej.